# Ruby Lake-Richards
Dame Dr. Ruby Beryl Viola Lake-Richards (9 juli 1922, Antigua – begin augustus 2023) was een Antiguaanse arts, psychiater en universitair docent. Ze stond bekend als een pionier op het gebied van de geneeskunde in de Caraïben en Canada. In 1954 werd ze de eerste vrouwelijke arts van Antigua en Barbuda.

## Biografie

### Opleiding en carrière
Ruby Lake ging naar de Thomas Oliver Robinson Memorial School op Antigua. Ze begon haar medische opleiding in 1948 aan het toenmalige University College of the West Indies (UWI), als een van de eerste 33 studenten. Er waren in totaal tien vrouwen en twee studenten uit Antigua en Barbuda, waarvan Lake er een was. In 1954 behaalde zij haar medische graad als de eerste vrouwelijke afgestudeerde van de UCWI uit haar land.
Ze startte haar carrière met een stage in het Holberton Hospital in de hoofdstad Saint John's. Vervolgens werkte ze zowel in de Carty's Hill Clinic in Glanvilles als in haar eigen privépraktijk Saint John's.
In 1967 emigreerde ze naar Montréal in Canada samen met haar echtgenoot, Sir Novelle Hamilton Richards. Hij was benoemd tot eerste diplomatieke handelscommissaris voor de Oost-Caraïben in Canada. Lake-Richards vervolgde haar opleiding aan de McGill-universiteit waar ze zich specialiseerde in kinder- en jeugdpsychiatrie. In 1977 werd ze erkend als Fellow van het Royal College of Physicians and Surgeons of Canada.
Ze werkte onder andere aan het Reddy Memorial Hospital en het Montreal Children’s Hospital. Gedurende bijna 40 jaar was ze verbonden aan de McGill-universiteit als docent psychiatrie, gecombineerd met haar werk als psychiater aan het Douglas Mental Health University Institute. Zij ging pas in 2015 met pensioen, op 93-jarige leeftijd.

### Erkenning en onderscheidingen
Op 31 juli 2021 werd haar een Honorary Doctor of Science toegekend door de UWI Five Islands Campus. Het was het eerste eredoctoraat dat door deze campus werd uitgereikt, dat ze kreeg ter ere van haar rol als een van de eerste 33 medische studenten van UWI en haar meer dan zestigjarige bijdrage aan de geneeskunde.
In november van datzelfde jaar werd ze door de regering van Antigua en Barbuda benoemd tot Dame Grand Cross of the Most Distinguished Order of the Nation (DGCN), vanwege haar uitzonderlijke bijdragen aan de geneeskunde. In de aanloop naar haar officiële benoeming tot Dame, liet premier Gaston Browne weten dat hij haar had aanbevolen bij het Honours Committee. Volgens hem stemde het comité unaniem in met het voorstel om haar de titel toe te kennen.
Haar leven en werk werden breed geroemd. UWI-bestuurder Sir Hilary Beckles beschreef haar als een "geliefd icoon die een leven van dienstbaarheid leidde in de Caraïben en daarbuiten". Ook prees hij haar als een voorbeeld van de waarden van UWI.

### Persoonlijk
Ze was getrouwd met Sir Novelle Hamilton Richards (1917-1986), met wie zij naar Canada emigreerde. Als echtgenote van een geridderde mocht zij de titel Lady dragen. Na haar eigen onderscheiding werd zij tevens benoemd tot Dame.
Dame Ruby Lake-Richards overleed begin augustus 2023. Haar overlijden werd met groot verdriet ontvangen door de UWI-gemeenschap en de medische wereld van Antigua en Barbuda.